# نيندوب
كان نيندوب أو نيندوبا إلهًا في بلاد ما بين النهرين مرتبطًا بطرد الأرواح الشريرة. وقد تم توثيقه بشكل رئيسي في المصادر من ولاية لكش، بما في ذلك قوائم العروض التي تعود إلى العصر المبكر وأسطوانات جوديا. واستمرت عبادته في هذه المنطقة في فترة أور الثالثة. ومع ذلك، في العصر البابلي القديم، لا يظهر إلا في عدد قليل من قوائم الآلهة التي يُفترض أنها تعكس التقاليد القديمة.

## الاسم والشخصية
وقد كتب اسم نيندوب بالخط المسماري على هيئة d nin-dub أو بشكل أقل شيوعًا d nin-dub-ba. يتم ترجمتها تقليديًا على أنها "سيد لوح الطين ".  ومع ذلك، Gebhard J. Selz [الإنجليزية] يزعم أن اقتران هذا الإله بالإله د نين-ور في قوائم العروض من لكش يشير إلى أن اسمه ربما كان يعتمد في البداية على معنى آخر لعلامة دوب، "التنعيم"، والتي كانت نقيضًا لـ أور ، "التكديس".
استنادًا إلى دور نيندوب في النص الأدبي المنقوش على أسطوانات جوديا، يُفترض أنه كان يعمل كطارد أرواح شريرة إلهي.
يُعتبر الاقتراح القائل بأن نيندوب كان متطابقًا مع نيندارا اقتراحًا لا أساس له من الصحة.

## الشهادات
تم ذكر نيندوب لأول مرة في قائمة آلهة الأسرة المبكرة من فارا . قد يتم ذكره أيضًا في الألغاز المعاصرة من لكش، على الرغم من أن الاسم في هذا السياق قد يكون لقبًا لنانشي، وليس إلهًا منفصلاً. التفسير البديل هو أن النص يربطه بهذه الإلهة فقط. تشير قوائم العروض من نفس الولاية التي تركز على دائرة نانشي إلى أن نيندوب كانت تتلقى بانتظام عروضًا في مركز عبادتها نينا ( تل زورغول )، عادةً إلى جانب الإله د نين-أور . كما تم إثباته أيضًا بالاسم الإلهي أور نندوب.
من المعروف وجود نقش تذكاري لبناء معبد لنندوب على يد جوديا من نسخ من أوروك وتل زرغول. ويخاطبه الملك بـ "سيده" فيها. وفقًا لأندرو ر. جورج، من غير المؤكد في أي من هذه المدن كان يقع، ولا يزال اسمه الاحتفالي غير معروف. كما تم ذكر نيندوب أيضًا على أسطوانات جوديا . إن التركيبة المنقوشة عليها، والتي وصفها ديتز أوتو إدزارد بأنها "ترنيمة معبد"، هي من بين أطول النصوص الأدبية المعروفة المكتوبة باللغة السومرية وتخلد ذكرى إعادة بناء إي-نينو، معبد نينجيرسو في جيرسو . وُصِف نيندوب في هذه الآية بأنه محارب يحمل صفيحة من اللازورد نقش عليها مخطط المعبد. باعتباره "كاهن التطهير الأول في أريدو " فهو مسؤول عن توفير البخور لها. من المفترض أن هذا يشير إلى أنه كان مرتبطًا بطرد الأرواح الشريرة والتعاويذ . وعندما انتهت الاستعدادات، "جعل الحرم مليئًا بالضجيج والصخب".
استمر عبادة نيندوب في لجش وجيرسو في فترة أور الثالثة. ومع ذلك، لا يُعرف عنه سوى إشارتين من العصر البابلي القديم، وكلاهما من الإدخالات في قوائم الآلهة التي يُفترض أنها تعكس مؤلفات أكثر قدمًا تنتمي إلى هذا النوع. في حالة قائمة آلهة ماري، فإن القراءة d nin-dub التي اقترحها غريغوار نيكوليت (على النقيض من d nin-UM التي اقترحها في الأصل ويلفريد ج. لامبرت ) تعتمد على قرب نينمادا، التي تظهر مثل نيندوب في النص المعروف من أسطوانات جوديا.

### فهرس
- Cavigneaux, Antoine; Krebernik, Manfred (1998), "Ninduba",  (بالألمانية) {{استشهاد}}: الوسيط |title= غير موجود أو فارغ (help) and الوسيط |تاريخ الوصول بحاجة لـ |مسار= (help)
- Edzard، Dietz-Otto (1997). Gudea and his Dynasty. RIM. The Royal Inscriptions of Mesopotamia. University of Toronto Press. DOI:10.3138/9781442675551. ISBN:978-1-4426-7555-1.
- George، Andrew R. (1993). House most high: the temples of ancient Mesopotamia. Winona Lake: Eisenbrauns. ISBN:0-931464-80-3. OCLC:27813103.
- Nicolet، Grégoire (2022). "Old Babylonian god-lists in retrospect: A new edition of TH 80.112". Syria. OpenEdition ع. 99: 9–78. DOI:10.4000/syria.14285. ISSN:0039-7946.
- Selz, Gebhard J. (1995). Untersuchungen zur Götterwelt des altsumerischen Stadtstaates von Lagaš (بالألمانية). Philadelphia: University of Pennsylvania Museum. ISBN:978-0-924171-00-0. OCLC:33334960. Archived from the original on 2024-10-09.

## روابط خارجية
- مبنى معبد نينجيرسو (جوديا، الأسطوانتان أ و ب) في مجموعة النصوص الإلكترونية للأدب السومري